# La Ventosa (México)
La Ventosa es una localidad del estado mexicano de Oaxaca, localizada en el Istmo de Tehuantepec y en el municipio de Heroica Ciudad de Juchitán de Zaragoza, debe su nombre y es conocida por los fuertes vientos que en ella soplan.
La Ventosa se encuentra localizada en las coordenadas 16°33′10″N 94°56′50″O / 16.55278, -94.94722, a 35 metros sobre el nivel del mar y en 2005 tiene una población de 6,123 habitantes según el Instituto Nacional de Estadística y Geografía, se localiza a unos 30 kilómetros al noreste de la ciudad de Juchitán de Zaragoza y es un importante nudo carretero, por confluir en ella la Carretera Federal 190 y la Carretera Federal 200 que en ese punto forman un único cuerpo carretero y la Carretera Federal 185 o Carretera Transítsmica que recorre el Istmo de Tehuantepec, además también se encuentra en ella varias líneas de ferrocarril. La carretera 185 la comunica hacia el norte con Matías Romero, Acayucan y Coatzacoalcos, las carretera 190 y 200 al oeste con Juchitán, Santo Domingo Tehuantepec y Oaxaca de Juárez y al este con Tuxtla Gutiérrez y el estado de Chiapas.
La Ventosa es muy conocida por los fuertes vientos que con gran frecuencia se producen y soplan en la zona, debiéndole obviamente su propio nombre, estos vientos que soplan desde el Golfo de Tehuantepec son particularmente peligrosos en el tramo carretera 185-190-200 que une a La Ventosa con Juchitán de Zaragoza, el mayor riesgo lo corren los camiones de carga que llegan a ser volcados por los fuertes vientos. Es debido a ello que es el lugar propicio para el desarrollo de la explotación de la energía eólica, existiendo numerosos generadores o molinos de viento en el Parque Eólico La Venta.

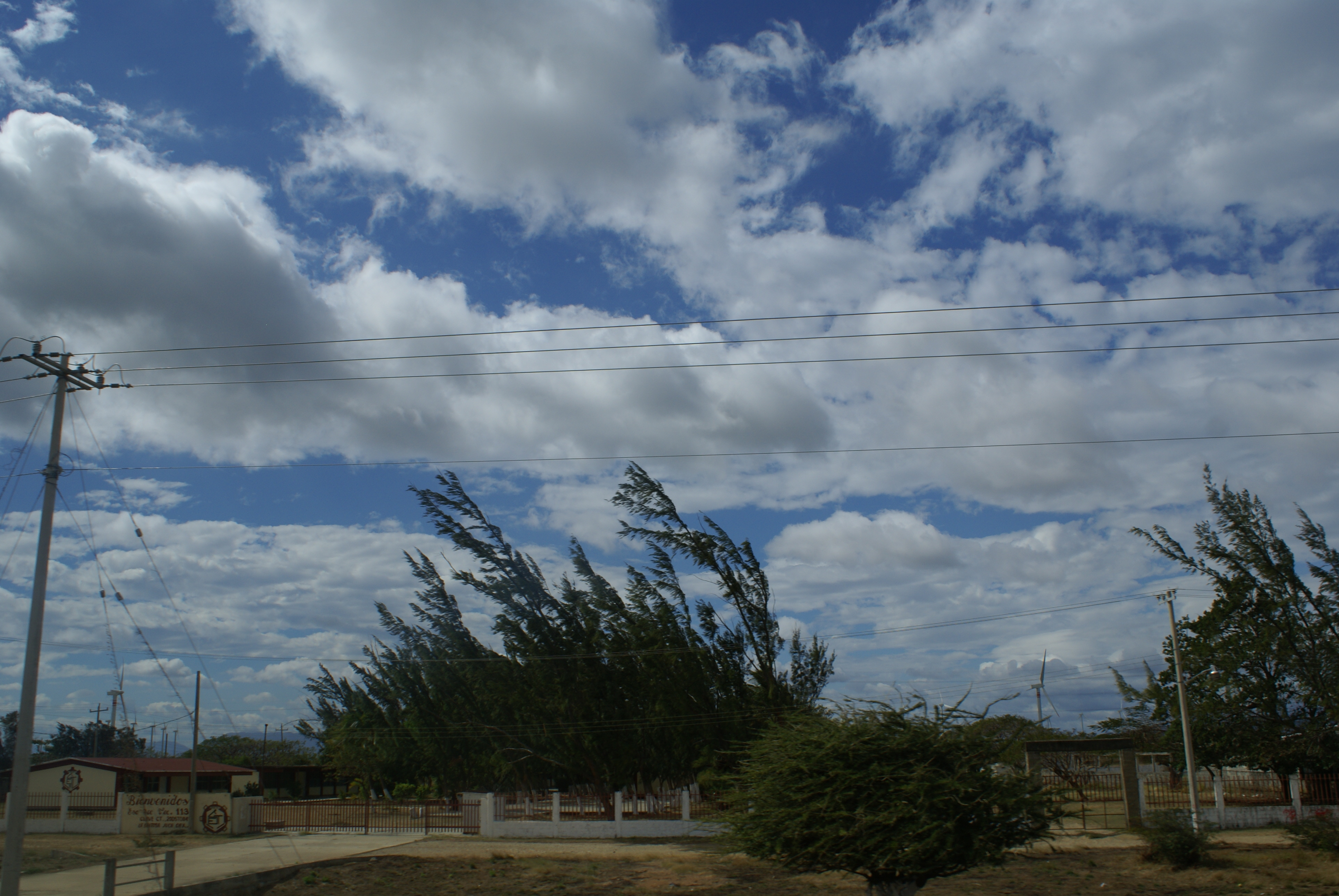
Vientos fuertes sobre árboles de una escuela.